# 内蒙古自治区呼和浩特第二监狱
内蒙古自治区呼和浩特第二监狱（俗称“小黑河监狱”）是隶属于中华人民共和国内蒙古自治区监狱管理局的监狱。该监狱坐落在内蒙古自治区呼和浩特市玉泉区小黑河镇东二道河村。

## 沿革
该监狱始建于1980年，当时名为内蒙古自治区二道河劳教所，1984年，该所更名为内蒙古自治区二道河劳改支队，主要关押5年以上20年以下有期徒刑罪犯。1990年，该支队更名为内蒙古自治区第二监狱，开始关押重刑罪犯。1998年，该监狱更名为内蒙古自治区呼和浩特第二监狱。

## 相关事件
2009年10月17日13时许，该监狱4名囚犯杀害一名狱警后越狱逃跑。 10月20日，警方在和林格尔县境内击毙1名、抓获3名越狱囚犯。

## 历任监狱长
……
- 张和平（？-2009年10月23日）（因4名囚犯越狱事件被免职。后以犯玩忽职守罪被判处有期徒刑3年。 ）[4]
- 乔和营（2009年10月23日-）[5]